# Nicobar ponctué
Caloenas maculata · Nicobar ponctué
Espèce
Synonymes
- Columba maculata (Gmelin, 1789).

Statut de conservation UICN

 EX  : Éteint
Le Nicobar ponctué (Caloenas maculata) est une espèce éteinte d'oiseaux de la famille des Columbidae, reconnue comme espèce par l'UICN depuis 2008, et présumée éteinte depuis les années 1820.